# Laphystia hispanica
Laphystia hispanica är en tvåvingeart som beskrevs av Gabriel Strobl 1906. Laphystia hispanica ingår i släktet Laphystia och familjen rovflugor. Inga underarter finns listade i Catalogue of Life.